# Zygophylax rufa
Zygophylax rufa is een hydroïdpoliep uit de familie Lafoeidae. De poliep komt uit het geslacht Zygophylax. Zygophylax rufa werd in 1884 voor het eerst wetenschappelijk beschreven door Bale. 